# Vindinge, Nyborgs kommun
Vindinge är en tätort i Nyborgs kommun i Region Syddanmark i Danmark. Tätorten har 449 invånare (2024). Den ligger på Fyn, cirka 4 kilometer väster om Nyborg.